# مبنى بلدية إيسي (مترو باريس)
مبنى بلدية إيسي (بالفرنسية: Mairie d'Issy)‏ هي محطة مترو تابعة لمترو باريس تقع في فرنسا في إيسي ليه مولينو.